# Estádio da Machava
Estádio da Machava – uniwersalny stadion w Matoli w Mozambiku. Obecnie najczęściej pełni rolę stadionu piłkarskiego. Stadion pomieści 45 000 osób.